# Point Danger

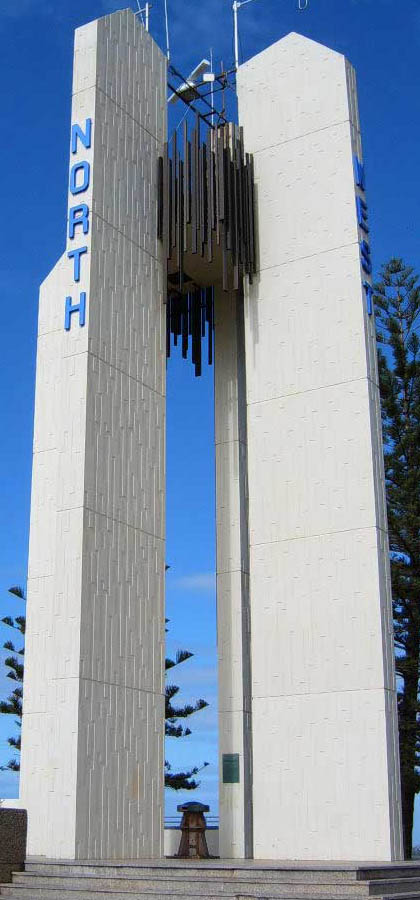
Vuurtoren bij Point Danger

Point Danger is een hoge, steile rots aan de oostkust van Australië, uitkijkend over de Stille Oceaan, aan de zuidzijde van Gold Coast. Point Danger ligt op de grens van Queensland en New South Wales.
Kapitein Cook gaf de rots haar naam toen hij deze op 16 mei 1770 met zijn schip passeerde. Het gevaar (danger) zat hem in het feit dat zich ongeveer 5 mijl voor de kust ondiepe zandbanken bevonden. Vanwege deze zandbanken kreeg een andere berg in de omgeving de naam Mount Warning (= waarschuwing). Voor de kust liggen een aantal riffen (Fidos Reef, South Reef en Nine Mile Reef), die populair zijn bij duikers.)
Op de rots, die via een weg bereikbaar is, treft men aan:
- een park met uitzichtspunt;
- de Kapitein Cook-vuurtoren;
- het Centauer Monument (WOII) en de Walk of Remembrance (wandelpad);
- de Point Danger vrijwillige reddingsdienst.

De vuurtoren was in 1971 de eerste ter wereld die experimenteerde met laserlicht om de zichtbaarheid te vergroten. Nadat het experiment mislukt was werd de vuurtoren voorzien van conventionele elektrische lampen.
Het Centauer Monument herdenkt het feit dat op 14 mei 1943 het Australische ziekenhuisschip 'Centaur' door een Japanse onderzeeër werd getorpedeerd, waardoor het zonk.

## Voetnoten
1. ↑  9 Mile Reef - Northern New South Wales page at Marinews